# Matemática pura

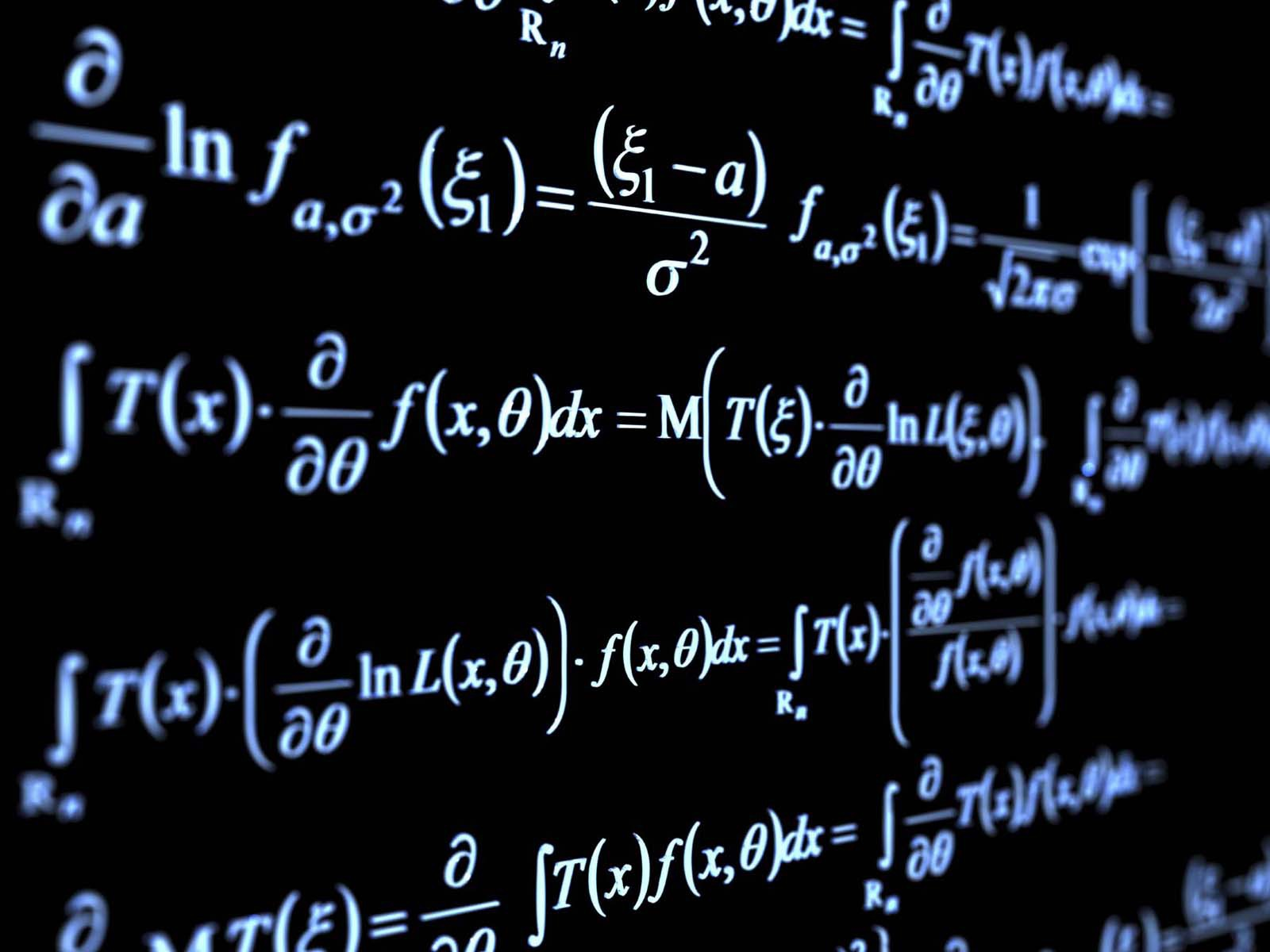
Fórmulas matemáticas

Las matemáticas puras estudian las propiedades y la estructura de los objetos abstractos, como el E8, en teoría de grupos. Esto puede hacerse sin centrarse en aplicaciones concretas de los conceptos en el mundo físico.

La matemática pura se refiere al estudio de las matemáticas, in se y per se, es decir, ‘por sí mismas’ y ‘como tales’, sin referencia a las aplicaciones prácticas que pudieran derivarse o a las que pudieran aplicarse.
Con el mismo alcance, se suelen también utilizar las denominaciones de matemáticas especulativas, fundamentales o abstractas. Estas nociones se contraponen tradicionalmente a la de la matemática aplicada, que se focaliza principalmente en el empleo de herramientas matemáticas en disciplinas de diversos órdenes, que cubren tanto las ciencias naturales como la economía y otras ciencias sociales, así como su utilización en ingeniería y en todo tipo de aplicaciones tecnológicas.
Aunque las matemáticas puras han existido como actividad al menos desde la antigua Grecia, el concepto se elaboró en torno al año 1900, tras la introducción de teorías con propiedades contraintuitivas (como las geometrías no euclidianas y la Cantor), y el descubrimiento de aparentes paradojas (como las funciones continuas que no son diferenciables en ninguna parte, y la paradoja de Russell). Esto introdujo la necesidad de renovar el concepto de rigor matemático y reescribir todas las matemáticas en consecuencia, con un uso sistemático de métodos axiomáticos. Esto llevó a muchos matemáticos a centrarse en las matemáticas por sí mismas, es decir, en las matemáticas puras.
Sin embargo, casi todas las teorías matemáticas siguieron estando motivadas por problemas procedentes del mundo real o de teorías matemáticas menos abstractas. Además, muchas teorías matemáticas, que parecían totalmente matemáticas puras, acabaron utilizándose en áreas aplicadas, principalmente física e informática. Un ejemplo temprano famoso es la demostración de Isaac Newton de que su ley de la gravitación universal implicaba que los planetas se mueven en órbitas que son secciones cónicas, curvas geométricas que habían sido estudiadas en la antigüedad por Apolonio. Otro ejemplo es el problema de la factorización de grandes enteros, que es la base del criptosistema RSA, ampliamente utilizado para asegurar las comunicaciones por internet.
De ello se deduce que, en la actualidad, la distinción entre matemáticas puras y aplicadas es más un punto de vista filosófico o la preferencia de un matemático que una subdivisión rígida de las matemáticas. En particular, no es raro que algunos miembros de un departamento de matemáticas aplicadas se describan a sí mismos como matemáticos puros.

## Historia

### Reseña
Si bien los estudiosos percibieron ambos aspectos desde tiempos inmemoriales, en un principio el interés de las matemáticas estaba dado fundamentalmente por el uso práctico que podía hacerse de las mismas, es decir, el desarrollo de técnicas de cálculo para resolver problemas concretos de mediciones o ligados al comercio, lo que no requería en sí mismo un grado elevado de abstracción.
La locución matemática pura (pure mathematics) se acuñó a mediados del siglo XIX en la cátedra de matemática fundada originariamente por Lady Mary Sadlier en la Universidad de Cambridge, Inglaterra.
Desde fines del siglo XIX se hizo evidente que un elevado grado de abstracción era idóneo, y más aún, necesario, para proporcionar herramientas cada vez más poderosas para el manejo y la solución de problemas reales complejos.

### La antigua Grecia
Los matemáticos de la antigua Grecia fueron de los primeros en distinguir entre matemáticas puras y aplicadas. Platón ayudó a crear la brecha entre "aritmética", ahora llamada teoría de números, y "logística", ahora llamada aritmética. Platón consideraba la logística (aritmética) apropiada para los hombres de negocios y los hombres de guerra que deben aprender el arte de los números o [no] sabrán cómo disponer [sus] tropas y la aritmética (teoría de los números) apropiada para los filósofos "porque [tienen] que surgir del mar del cambio y asirse al verdadero ser". Euclides de Alejandría, cuando uno de sus alumnos le preguntó de qué servía el estudio de la geometría, pidió a su esclavo que le diera tres peniques al estudiante, ya que debe sacar provecho de lo que aprende. Al matemático griego Apolonio de Perga le preguntaron por la utilidad de algunos de sus teoremas en el Libro IV de Cónicas, ante lo cual afirmó con orgullo,
Son dignas de aceptación por las demostraciones mismas, del mismo modo que aceptamos muchas otras cosas en matemáticas por esto y no por otra razón.
Y puesto que muchos de sus resultados no eran aplicables a la ciencia o la ingeniería de su época, Apolonio argumentó además en el prefacio del quinto libro de Cónicas que el tema es uno de los que "...parecen dignos de estudio por sí mismos."

Un alumno preguntó una vez a Euclides cuál era el sentido de la geometría, y el famoso matemático, fuera de sí, ordenó a un esclavo que le diera al muchacho unas monedas «para que pudiera ver el sentido de lo que estaba aprendiendo». Es una leyenda, por supuesto, pero [... ].

### SigloXIX
El propio término está consagrado en el título completo de la Cátedra Sadleirian de Matemáticas Puras, "Profesor Sadleirian de Matemáticas Pura", fundada (como cátedra) a mediados del siglo XIX en la Universidad de Cambridge. Es posible que la idea de una disciplina separada de las matemáticas puras surgiera en esa época. La generación de Gauss no hacía distinciones radicales de este tipo, entre puras y aplicadas. En los años siguientes, la especialización y la profesionalización (sobre todo en el enfoque de Weierstrass del análisis matemático) empezaron a hacer más evidente la división.

### SigloXX
A principios del siglo XX, los matemáticos retomaron el método axiomático, fuertemente influidos por el ejemplo de David Hilbert. La formulación lógica de la matemática pura sugerida por Bertrand Russell en términos de una estructura cuantificadora de proposiciones parecía cada vez más plausible, a medida que grandes partes de la matemática se axiomatizaban y quedaban así sujetas a los sencillos criterios de la demostración rigurosa'.
La matemática pura, según un punto de vista que puede atribuirse al grupo de Bourbaki, es lo que se demuestra. "Matemático puro" se convirtió en una vocación reconocida, alcanzable mediante formación.
Se argumentó que las matemáticas puras son útiles en la enseñanza de la ingeniería:
Hay una formación en hábitos de pensamiento, puntos de vista y comprensión intelectual de los problemas ordinarios de ingeniería, que sólo el estudio de las matemáticas superiores puede dar.

## La relación entre matemáticas puras y aplicadas
Se ha destacado que existen ramas matemáticas donde prevalecen los aspectos «puros», o respecto de las que no se hayan encontrado todavía lo que puedan ser aplicaciones prácticas, pero nada excluye que tal cosa suceda en el futuro. Al respecto, decía Nikolái Lobachevski (1792-1856):

No existe rama alguna de las matemáticas, por abstracta que sea, que no pueda algún día ser aplicada a fenómenos del mundo real. 
(There is no branch of mathematics, however abstract, which may not someday be applied to the phenomena of the real world.)

La historia confirmó el presentimiento de Lobachevski. Así, por ejemplo, la teoría de los números, que durante siglos tuvo un carácter puramente especulativo, llegó a tal punto que Godfrey Harold Hardy se felicitaba de que existiera «al menos una ciencia que de cualquier manera que sea se encuentra por sí misma tan alejada de la actividad humana ordinaria que se conservará limpia y gentil».
Pero a raíz de los trabajos de Ronald Rivest, Adi Shamir y Leonard Adleman la teoría de los números encontró una decisiva e insospechada aplicación en criptografía, y con la descripción del algoritmo RSA se popularizó, a través de Internet, la utilización de la criptografía asimétrica, o por clave pública.
Inversamente, cualquier rama, o incluso cualquier problema matemático, puede abordarse privilegiando un enfoque puramente matemático o formal, sin referencia alguna a una posible aplicación que pueda hacerse o de su vínculo con «la realidad» tangible. Un ejemplo clásico al respecto es el del análisis matemático, inventado simultáneamente por Isaac Newton y Gottfried Leibniz, y desde entonces utilizado fructuosamente en la física, cuya formalización fue lograda rigurosa y abstractamente por Karl Weierstrass (1815-1897) en el siglo XIX. 
No existe un consenso general entre los matemáticos respecto las fronteras que separan claramente lo «puro» y lo «aplicado»; un debate al respecto fue publicado por Hardy. Para este autor, la matemática aplicada busca expresar verdades físicas dentro de un marco matemático, mientras que la matemática pura busca expresar verdades independientes del mundo físico. Para Hardy, la matemática pura es la verdadera matemática, que ostenta un valor estético permanente, una belleza intrínseca que la hacen comparable a la pintura o a la poesía.
Con la expresión matemática pura y sus equivalentes se designa, más que una rama de las matemáticas (como podrían ser el álgebra, la geometría, el análisis, etc.), una modalidad de abordar el estudio de las mismas. Desde un punto de vista práctico e histórico, ambas pueden caracterizarse como enfoques complementarias que se inspiran mutuamente.

## Definición formal
Los intentos de formalizar el concepto «matemática pura» están emparentados con las nociones de axiomatización y el criterio de prueba rigurosa. De acuerdo con la escuela del grupo Bourbaki, la matemática pura se relaciona con lo que está probado.
En el más alto nivel de abstracción posible, Bertrand Russell propone una definición formal general, que según este autor abarca todo tipo de matemática que en la historia de las matemáticas o en el futuro pueda caracterizarse como «pura»:

La matemática pura es la clase de todas las proposiciones de la forma p implica q, donde p y q son proposiciones que contienen una o más variables, idénticas en ambas proposiciones, y ni p y ni q contienen constantes otras que lógicas. Las constantes lógicas, por su parte, son nociones definibles en los términos siguientes: la implicación, que es la relación de un término respecto de una clase de la cual es miembro, la noción de manera tal que (such that), la noción de relación y nociones de ese tipo que pueden ser cubiertas por la noción general de proposiciones de la forma referida. Además de los mencionados, la matemática utiliza una noción que no es parte constituyente de las proposiciones que considera, específicamente, la noción de verdad.

Conviene agregar que para Bertrand Russell la matemática se deriva de la lógica.

## Generalidad y abstracción

Una ilustración de la paradoja de Banach-Tarski, un famoso resultado de las matemáticas puras. Aunque se ha demostrado que es posible convertir una esfera en dos utilizando únicamente cortes y rotaciones, sin embargo, la transformación implica objetos que no pueden existir en el mundo físico.

Un concepto central de las matemáticas puras es la idea de generalidad; las matemáticas puras muestran a menudo una tendencia hacia el aumento de la generalidad. Los usos y ventajas de la generalidad incluyen los siguientes:
- La generalización de teoremas o estructuras matemáticas puede conducir a una comprensión más profunda de los teoremas o estructuras originales.
- La generalidad puede simplificar la presentación del material, dando lugar a pruebas o argumentos más cortos y fáciles de seguir.
- Se puede utilizar la generalidad para evitar la duplicación de esfuerzos, demostrando un resultado general en lugar de tener que demostrar casos separados de forma independiente, o utilizando resultados de otras áreas de las matemáticas.
- La generalidad puede facilitar las conexiones entre diferentes ramas de las matemáticas. La Teoría de categorías es un área de las matemáticas dedicada a explorar este carácter común de la estructura tal y como se manifiesta en algunas áreas de las matemáticas.

El impacto de la generalidad en la intuición depende tanto del tema como de las preferencias personales o del estilo de aprendizaje.  A menudo, la generalidad se considera un obstáculo para la intuición, aunque ciertamente puede funcionar como una ayuda, especialmente cuando proporciona analogías con material para el que ya se tiene una buena intuición.
Como ejemplo paradigmático de generalidad, el programa de Erlangen supuso una expansión de la geometría para dar cabida a las geometrías no euclidianas, así como al campo de la topología y otras formas de geometría, considerando la geometría como el estudio de un espacio junto con un grupo de transformaciones.  El estudio de los números, llamado álgebra en el nivel universitario inicial, se extiende al álgebra abstracta en un nivel más avanzado; y el estudio de las funciones, llamado cálculo en el nivel universitario inicial se convierte en análisis matemático y análisis funcional en un nivel más avanzado.  Cada una de estas ramas de las matemáticas más abstractas tiene muchas subespecialidades, y de hecho hay muchas conexiones entre las matemáticas puras y las disciplinas matemáticas aplicadas. A mediados del siglo XX se produjo un fuerte aumento de la abstracción.
En la práctica, sin embargo, estos avances condujeron a una fuerte divergencia con la física, sobre todo entre 1950 y 1983. Más tarde esto fue criticado, por ejemplo por Vladimir Arnold, como demasiado Hilbert, no lo suficiente Poincaré. La cuestión aún no parece estar zanjada, en el sentido de que la teoría de cuerdas tira hacia un lado, mientras que las matemáticas discretas retroceden hacia la prueba como elemento central.
Uno de los ejemplos más famosos (aunque quizá malinterpretado) del debate sin finalizar sobre esta distinción entre matemáticas puras y aplicadas se encuentra en el ensayo de Godfrey Harold Hardy de 1940 A Mathematician's Apology (Apología de un matemático).